# Plectranthus ernstii
Plectranthus ernstii ist eine sukkulente Pflanzenart aus der Gattung der Harfensträucher (Plectranthus) innerhalb der Familie der Lippenblütler (Lamiaceae).

## Beschreibung

### Vegetative Merkmale
Plectranthus ernstii ist eine stammsukkulente (caudiciform), ausdauernde krautige Pflanze, die niederliegend-kriechend bis aufrecht wächst und Wuchshöhen bis 25 Zentimeter erreicht. Die Wurzel sind leicht verdickt. Die etwa perlschnurähnlichen Triebe sind verdickt und erreichen 5 Zentimeter im Durchmesser. Jüngere Trieben haben einen quadratischen Querschnitt. Die Oberfläche der Triebe ist bräunlich längsgestreift. Die breit eiförmigen bis dreieckigen Blätter sind verdickt und werden 1,2 bis 3 Zentimeter lang und 1 bis 2,5 Zentimeter breit. Der Blattrand ist mit drei Paaren von Zähnen gezähnt. Die Blattober- und -unterseite sind grün gefärbt mit violetten Tönen, die Oberflächen filzig bis verkahlend. Auf der Unterseite sind rötlich braune bis blasse Drüsenpunkte vorhanden, die einen angenehmen aromatischen Duft abgeben. Die Blattspitze ist zugespitzt bis stumpf gerundet und die Blattbasis stumpf gerundet bis gestutzt geformt.

### Generative Merkmale
Der traubige Blütenstand wird 5 bis 17 Zentimeter hoch und besitzt häufig Seitenzweige. Es ist ein sechsblütiger Scheinquirl, bei dem die Blüten 5 bis 12 Millimeter voneinander entfernt stehen. Die eiförmigen Tragblätter werden 3 Millimeter groß und sind ausdauernd. An einem 4 bis 5 Millimeter langen Blütenstiel steht die 12 Millimeter große, weiße bis malvenfarbene Blütenkrone. Die an der Basis ausgebauchte Blütenröhre wird 8 Millimeter lang und ist am Schlund verengt. Zum Zeitpunkt der Fruchtreife ist der Blütenkelch 5 Millimeter groß. Es werden 2 Millimeter große, braune Nüsschen ausgebildet.

## Systematik und Verbreitung
Das Verbreitungsgebiet von Plectranthus ernstii liegt in den südafrikanischen Provinzen Ostkap und KwaZulu-Natal. Die Pflanzen wachsen auf steilen Quarzsandfelsen in mineralischen Böden, die gut entwässert sind. In den Verbreitungsgebieten fallen 800 bis 1500 Millimeter Niederschlag pro Jahr.
Die erste Aufsammlung von Pflanzen der Art erfolgte 1977 durch Ernst Jacobus van Jaarsveld und seine Frau. Die Erstbeschreibung der Art erfolgt 1982 durch Leslie Edward Wastell Codd.
In Kultur gibt es fünf Cultivare:
- 'Foster's Foley', gesammelt am Mtamvuna River
- 'Msikaba', gesammelt am Msikaba River; eine Form mit stärker sukkulenten Blättern
- 'Mtentu', gesammelt am Mtentu River, südlich von Port Edward; eine Form mit langen Stämmen
- 'Oribi', diese Form entspricht der Originalpflanze, die Jaarsveld gesammelt hatte; sie hat verdickte, kurze Stämme
- 'Sikuba', eine Form mit weniger dicken Stämmen und dunklen Flecken auf den Blüten

## Nachweise